# Maharanga emodi
Maharanga emodi är en strävbladig växtart som först beskrevs av Wallich, och fick sitt nu gällande namn av A. Dc. Maharanga emodi ingår i släktet Maharanga och familjen strävbladiga växter. Utöver nominatformen finns också underarten M. e. stelligera.